# Paolo Andino
Paolo Andino (ur. w Miami) – amerykański aktor telewizyjny i filmowy.

## Życiorys
Urodził się w Miami na Florydzie. Wychowywał się we Florida City oraz w Portoryko. Posiada korzenie kubańskie. Do rozpoczęcia kariery aktorskiej zmotywowali go członkowie rodziny. Studiował na University of Missouri–Kansas City. Uzyskał tytuł magistra sztuk pięknych. Pracował na scenach teatru. Grywał między innymi w adaptacjach szekspirowskich klasyków oraz w sztukach eksperymentalnych.
Jako aktor telewizyjny debiutował jesienią 2003; we wrześniu tego roku stacja NBC wyemitowała odcinek serialu komediowego Nie ma sprawy (Ed), w którym Andino zagrał instruktora szermierki. Podłożył głos do przygodowej gry akcji True Crime: New York City (2005), nad którą pracowali także Mickey Rourke, Laurence Fishburne i Christopher Walken. W komedii Shut Up and Do It! (2007) wystąpił jako Pedro. W latach 2008−2010 odgrywał różne role w programie komediowym The Big Gay Sketch Show, nadawanym przez Logo. Pomysłodawczynią programu była Rosie O’Donnell. Jego praca przy The Big Gay Sketch Show, w tym imitacja Antonio Banderasa, zebrała pozytywne recenzje. W lipcu 2010 pojawił się gościnnie jako Bob Wilson w odcinku serialu Poślubione armii (Army Wives). Wkrótce potem powierzono mu tytułową rolę w komedii Swallow (2011). Grał Dana w piątym i szóstym sezonie sitcomu ABC Współczesna rodzina (Modern Family). Wystąpił w reklamach promujących MTV oraz McDonald’s. W 2016 roku zaangażowano go do występu w dwóch serialach: Ostatni okręt (The Last Ship) oraz Miśki na tropie (Where the Bears Are). W pierwszym grał Raife’a, w drugim − Damiena Cassidy’ego.
Ma 178 cm wzrostu. Widzom znany jest z umięśnionej budowy ciała. Ujawnił się jako gej. Od około 2004 roku związany z Mattem Croninem.